# Vera Farmiga
Vera Ann Farmiga (Clifton, 6 agosto 1973) è un'attrice, produttrice televisiva e regista statunitense.
Inizia ad ottenere consensi nel 2004, grazie al film indipendente Down to the Bone. La sua carriera cinematografica ha continuato, con ruoli da co-protagonista nel thriller politico The Manchurian Candidate (2004), nel poliziesco The Departed - Il bene e il male di Martin Scorsese (2006), nel dramma storico Il bambino con il pigiama a righe (2008), nel dramma politico Una sola verità (2008), e nel monster movie Godzilla II - King of the Monsters (2019). Ha guadagnato il plauso della critica nel 2009 con l'interpretazione di Alex Goran nella commedia drammatica Tra le nuvole, per la quale è stata nominata per l'Oscar alla miglior attrice non protagonista, al Premio BAFTA, ai Golden Globe e agli Screen Actors Guild Award.
Ha fatto il suo debutto alla regia con il film drammatico Higher Ground (2011), in cui ha anche recitato nel ruolo della protagonista. Dal 2013 al 2025 ha interpretato il ruolo della demonologa e sensitiva Lorraine Warren nella saga horror The Conjuring. Dal 2013 al 2017 ha ricoperto il ruolo di Norma Bates nella serie televisiva Bates Motel, per cui ha ricevuto una candidatura all'Emmy Award e ha vinto un Saturn Award.

## Biografia

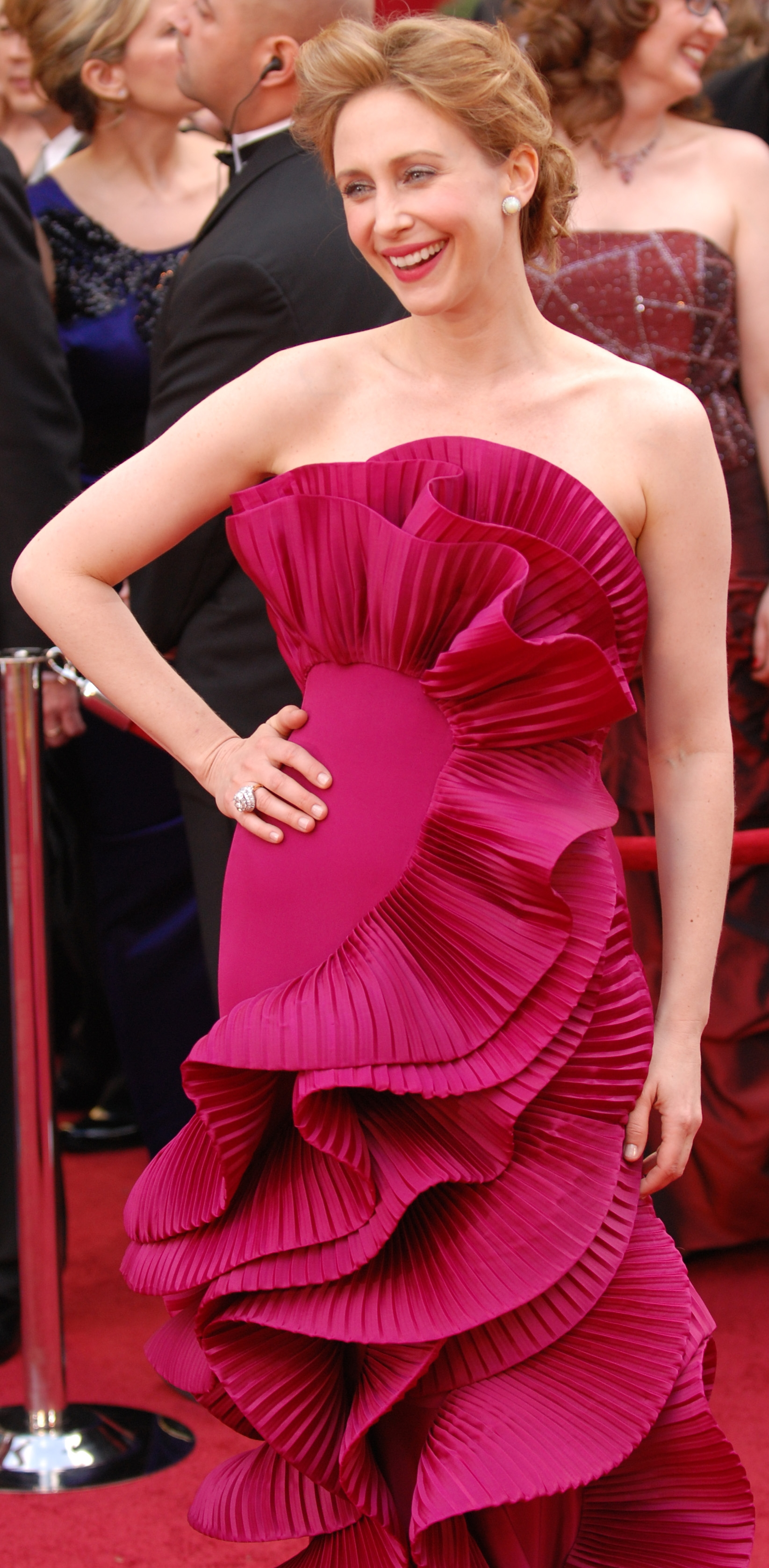
Vera Farmiga ai Premi Oscar 2010

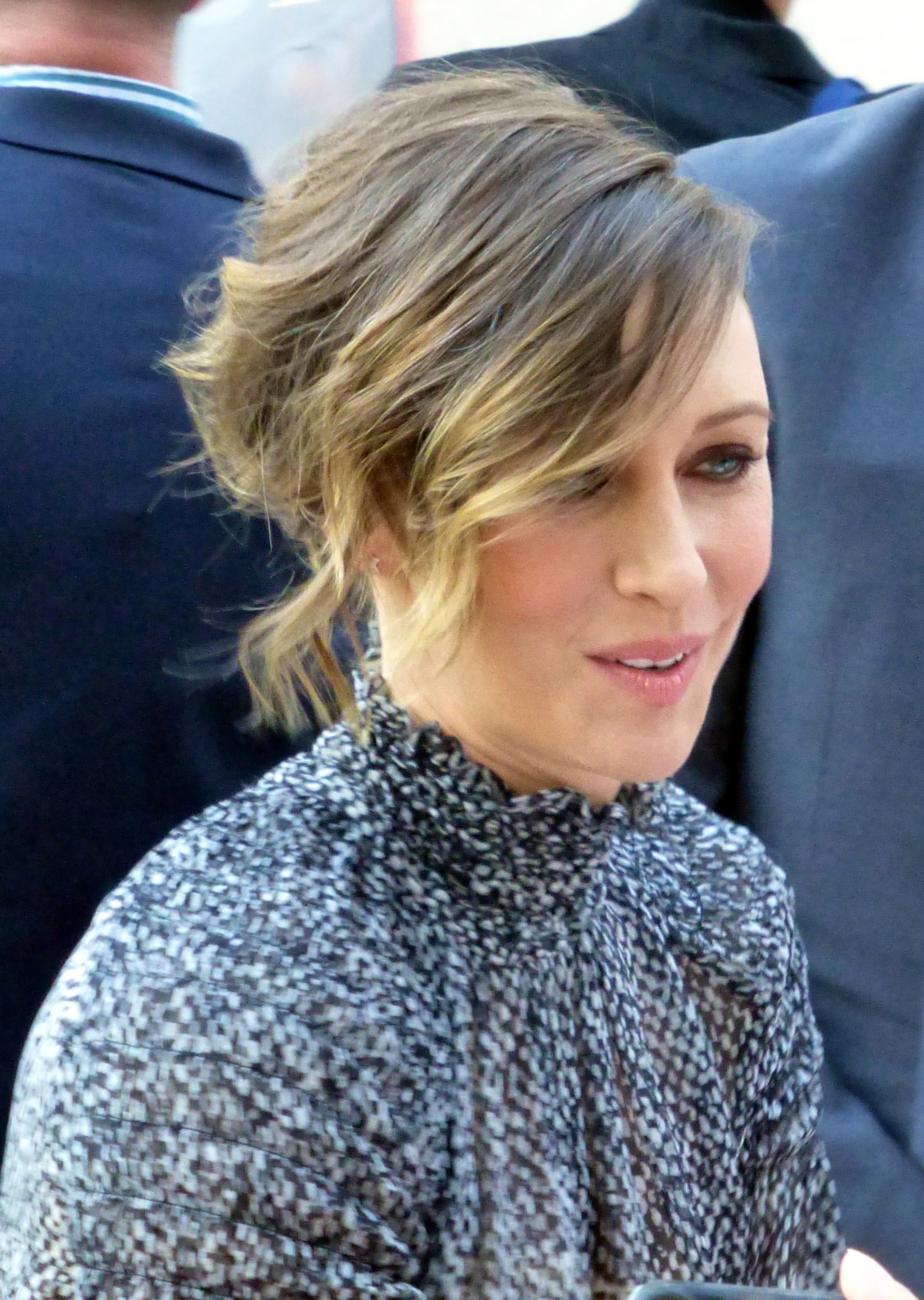
Vera Farmiga al Toronto International Film Festival 2014

Seconda dei sette figli di Mykhailo e Luba, due immigrati ucraini, fino all'età di sei anni non ha mai parlato inglese, avendo trascorso l'infanzia in una comunità di soli emigrati ucraini. Ha partecipato a un tour di danzatori folk del suo paese d'origine. Una delle sue sorelle minori, Taissa, è anch'ella attrice. Da sempre appassionata di arti visive, inizialmente era intenzionata a diventare optometrista, ma dopo aver frequentato Teatro alla Syracuse University è nata in lei la passione per la recitazione.
Nel 1996 debutta a Broadway e l'anno seguente prende parte al film tv La piccola Rose. Nel 1998 ottiene un ruolo nel film Il tempo di decidere e in seguito in Autumn in New York e 15 minuti - Follia omicida a New York. Dopo alcuni lavori minori e televisivi, Jonathan Demme le affida un ruolo in The Manchurian Candidate. Grazie alla crescente visibilità lavora in Complicità e sospetti di Anthony Minghella e in The Departed - Il bene e il male di Martin Scorsese.
Nel 2007 recita al fianco di Sam Rockwell in Joshua, mentre nel 2008 interpreta la madre del piccolo protagonista del film Il bambino con il pigiama a righe, basato sull'omonimo romanzo di John Boyne, per il quale vince un British Independent Film Awards 2008 come miglior attrice.
Nel 2009 è la madre adottiva di Esther, protagonista di Orphan di Jaume Collet-Serra; sempre nel 2009 recita al fianco di George Clooney in Tra le nuvole, di Jason Reitman. Per quest'ultima interpretazione ottiene una candidatura ai Golden Globe e agli Oscar 2010 come miglior attrice non protagonista. Debutta nella regia con la pellicola indipendente Higher Ground, presentata al Sundance Film Festival.
Dal 2013 al 2021 interpreta Lorraine Warren nei film horror di James Wan L'evocazione - The Conjuring, The Conjuring - Il caso Enfield, The Nun - La vocazione del male (dove recita come protagonista sua sorella Taissa), Annabelle 3 e The Conjuring - Per ordine del diavolo. Dal 2013 al 2017 ottiene il plauso della critica grazie all'interpretazione di Norma Bates nelle cinque stagioni della serie tv Bates Motel, per la quale nel 2013 riceve anche un Saturn Award come miglior attrice protagonista di una serie televisiva. Nel corso delle cinque stagioni riceve altre due candidature ai Saturn Award e una ai Premi Emmy.
Nel 2017 è la protagonista di uno dei 10 episodi della serie televisiva antologica Philip K. Dick's Electric Dreams, basata sui racconti di Philip K. Dick. Nel 2018 è la protagonista accanto a Liam Neeson di L'uomo sul treno - The Commuter diretto da Jaume Collet-Serra.

## Vita privata
L'attrice è stata sposata con l'attore francese Sebastian Roché, conosciuto sul set della serie televisiva Roar. Il matrimonio è durato dal 1997 al 2004. Nel settembre del 2008 si è sposata con Renn Hawkey, carpentiere ed ex tastierista del gruppo musicale Deadsy. La coppia ha due figli: Fynn Hawkey (2009) e Gytta Lubov Hawkey (2010).

## Filmografia

### Attrice

#### Cinema
- Il tempo di decidere (Return to Paradise), regia di Joseph Ruben (1998)
- The Opportunists, regia di Myles Connell (2000)
- Autumn in New York, regia di Joan Chen (2000)
- 15 minuti - Follia omicida a New York (15 Minutes), regia di John Herzfeld (2001)
- Dust, regia di Milčo Mančevski (2001)
- Love in the Time of Money, regia di Peter Mattei (2002)
- Dummy, regia di Greg Pritikin (2002)
- Down to the Bone, regia di Debra Granik (2004)
- Mind the Gap, regia di Eric Schaeffer (2004)
- The Manchurian Candidate, regia di Jonathan Demme (2004)
- Neverwas - La favola che non c'è (Neverwas), regia di Joshua Michael Stern (2005)
- Running (Running Scared), regia di Wayne Kramer (2006)
- The Hard Easy, regia di Ari Ryan (2006)
- Complicità e sospetti (Breaking and Entering), regia di Anthony Minghella (2006)
- The Departed - Il bene e il male (The Departed), regia di Martin Scorsese (2006)
- Joshua, regia di George Ratliff (2007)
- Never Forever, regia di Gina Kim (2007)
- Quid Pro Quo, regia di Carlos Brooks (2008)
- Campo 19 (In Tranzit), regia di Tom Roberts (2008)
- Il bambino con il pigiama a righe (The Boy in the Striped Pyjamas), regia di Mark Herman (2008)
- Una sola verità (Nothing But the Truth), regia di Rod Lurie (2008)
- The Vintner's Luck, regia di Milčo Mančevski (2009)
- Orphan, regia di Jaume Collet-Serra (2009)
- Tra le nuvole (Up in the Air), regia di Jason Reitman (2009)
- Henry's Crime, regia di Malcolm Venville (2010)
- Source Code, regia di Duncan Jones (2011)
- Higher Ground, regia di Vera Farmiga (2011)
- Safe House - Nessuno è al sicuro (Safe House), regia di Daniel Espinosa (2012)
- Goats, regia di Christopher Neil (2012)
- L'evocazione - The Conjuring (The Conjuring), regia di James Wan (2013)
- Innamorarsi a Middleton (At Middleton), regia di Adam Rodgers (2013)
- Closer to the Moon, regia di Nae Caranfil (2013)
- The Judge, regia di David Dobkin (2014)
- Special Correspondents, regia di Ricky Gervais (2016)
- Burn Your Maps, regia di Jordan Roberts (2016)
- The Conjuring - Il caso Enfield (The Conjuring 2), regia di James Wan (2016)
- L'uomo sul treno - The Commuter (The Commuter), regia di Jaume Collet-Serra (2018)
- Un viaggio stupefacente (Boundaries), regia di Shana Feste (2018)
- The Nun - La vocazione del male (The Nun), regia di Corin Hardy (2018) - cameo
- The Front Runner - Il vizio del potere (The Front Runner), regia di Jason Reitman (2018)
- Skin, regia di Guy Nattiv (2018)
- Godzilla II - King of the Monsters (Godzilla: King of the Monsters), regia di Michael Dougherty (2019)
- Captive State, regia di Rupert Wyatt (2019)
- Annabelle 3 (Annabelle Comes Home), regia di Gary Dauberman (2019)
- Campo 19, regia di Tom Roberts (2019)
- The Conjuring - Per ordine del diavolo (The Conjuring: The Devil Made Me Do It), regia di Michael Chaves (2021)
- I molti santi del New Jersey (The Many Saints of Newark), regia di Alan Taylor (2021)
- Origin, regia di Ava DuVernay (2023)
- The Nun II, regia di Michael Chaves (2023) - cameo
- In viaggio con mio figlio (Ezra), regia di Tony Goldwyn (2023)
- The Conjuring - Il rito finale (The Conjuring - Last Rites), regia di Michael Chaves (2025)

#### Televisione
- La piccola Rose (Rose Hill), regia di Christopher Cain – film TV (1997)
- Roar – serie TV, 12 episodi (1997)
- Law & Order - I due volti della giustizia (Law & Order) – serie TV, episodio 8x12 (1998)
- Trinity – serie TV, episodio 1x04 (1998)
- La vera storia di Biancaneve (Snow White: The Fairest of Them All), regia di Caroline Thompson – film TV (2001)
- UC: Undercover – serie TV, 13 episodi (2001-2002)
- Angeli d'acciaio (Iron Jawed Angels), regia di Katja von Garnier – film TV (2004)
- Touching Evil – serie TV, 12 episodi (2004)
- Bates Motel – serie TV, 50 episodi (2013-2017)
- Philip K. Dick's Electric Dreams – serie TV, episodio 1x07 (2017)
- When They See Us – miniserie TV, 2 puntate (2019)
- Halston – miniserie TV, una puntata (2021)
- Hawkeye – miniserie TV (2021)
- Cinque giorni al Memorial (Five Days at Memorial) – serie TV, 8 episodi (2022)

#### Cortometraggi
- The Butterfly Dance, regia di Max Reynal (1998)

### Regista
- Higher Ground (2011)

## Riconoscimenti
- Premio Oscar
  - 2010 – Candidatura alla migliore attrice non protagonista per Tra le nuvole

- Golden Globe
  - 2010 – Candidatura alla migliore attrice non protagonista per Tra le nuvole

- BAFTA
  - 2010 – Candidatura alla migliore attrice non protagonista per Tra le nuvole

- Screen Actors Guild Award
  - 2007 – Candidatura al miglior cast per The Departed - Il bene e il male
  - 2010 – Candidatura alla migliore attrice non protagonista per Tra le nuvole

- Premio Emmy
  - 2013 – Candidatura alla miglior attrice in una serie drammatica per Bates Motel
  - 2019 – Candidatura alla miglior attrice non protagonista in una miniserie o film per la televisione per When They See Us

- Satellite Award
  - 2006 – Miglior cast cinematografico per The Departed – Il bene e il male
  - 2011 – Candidatura come miglior attrice cinematografica per Higher Ground
  - 2013 – Candidatura come miglior attrice in una serie drammatica per Bates Motel
- MTV Movie Awards
  - 2014 – Candidatura per la performance più terrorizzante per L'evocazione - The Conjuring
- Rotten Tomatoes
  - 2018 – Certified Fresh Award
- Empire Awards
  - 2007 – Candidatura per il miglior debutto femminile per The Departed – Il bene e il male
- Los Angeles Film Critics Association
  - 2005 – Miglior attrice per Down to the Bone
- British Independent Film Awards
  - 2008 – Miglior attrice per Il bambino con il pigiama a righe
- Alliance of Women Film Journalists
  - 2009 – Candidatura come miglior attrice non protagonista per Tra le nuvole
  - 2012 – Candidatura come miglior regista donna per Higher Ground
- Awards Circuit Community Awards
  - 2006 – Candidatura per il miglior cast cinematografico per The Departed – Il bene e il male
  - 2009 – Candidatura per il miglior cast cinematografico per Tra le nuvole
  - 2009 – Candidatura come miglior attrice non protagonista per Tra le nuvole
- BendFilm Festival
  - 2004 – Miglior attrice per Down to the Bone
- Boston Film Festival
  - 2013 – Miglior attrice per Innamorarsi a Middleton
- Boston Society of Film Critics Awards
  - 2006 – Candidatura per il miglior cast cinematografico per The Departed – Il bene e il male
- Critics Choice Award
  - 2007 – Candidatura per il miglior cast cinematografico per The Departed – Il bene e il male
  - 2009 – Candidatura come migliore attrice non protagonista per Una sola verità
  - 2010 – Candidatura come miglior attrice non protagonista per Tra le nuvole
- Central Ohio Film Critics Association
  - 2007 – Miglior cast cinematografico per The Departed – Il bene e il male
  - 2010 – Candidatura per il miglior cast cinematografico per Tra le nuvole
  - 2012 – Candidatura per il miglior film sottovalutato per Higher Ground
- Chicago Film Critics Association Awards
  - 2009 – Candidatura come miglior attrice non protagonista per Tra le nuvole
- CinEuphoria Awards
  - 2010 – Miglior attrice protagonista per Il bambino con il pigiama a righe
- Critics Choice Television Awards
  - 2013 – Candidatura come miglior attrice in una serie drammatica per Bates Motel
  - 2014 – Candidatura come miglior attrice in una serie drammatica per Bates Motel
  - 2015 – Candidatura come miglior attrice in una serie drammatica per Bates Motel
- Dallas-Fort Worth Film Critics Association Awards
  - 2009 – Candidatura alla miglior attrice non protagonista per Tra le nuvole
- Denver Film Critics Society
  - 2010 – Candidatura per il miglior cast cinematografico per Tra le nuvole
  - 2010 – Candidatura come miglior attrice non protagonista per Tra le nuvole
- Detroit Film Critics Society
  - 2009 – Candidatura come miglior attrice non protagonista per Tra le nuvole
- Dublin Film Critics Circle Awards
  - 2006 – Candidatura come miglior attrice non protagonista per The Departed – Il bene e il male e Complicità e sospetti
- Fangoria Chainsaw Awards
  - 2016 – Candidatura come miglior attrice televisiva per Bates Motel
  - 2017 – Candidatura come miglior attrice televisiva per Bates Motel
- Film Independent Spirit Awards
  - 2005 – Miglior attrice per Down to the Bone

## Doppiatrici italiane
Nelle versioni in italiano delle opere in cui ha recitato, Vera Farmiga è stata doppiata da: 
- Sabrina Duranti in The Manchurian Candidate, Touching Evil, L'evocazione - The Conjuring, The Judge, The Conjuring - Il caso Enfield, The Nun - La vocazione del male, The Front Runner - Il vizio del potere, Godzilla II - King of the Monsters, When They See Us, Annabelle 3, The Conjuring - Per ordine del diavolo, I molti santi del New Jersey, Cinque giorni al memorial, The Conjuring - Il rito finale
- Francesca Fiorentini in Angeli d'acciaio, The Departed - Il bene e il male, Il bambino con il pigiama a righe, Special Correspondents, L'uomo sul treno - The Commuter, Un viaggio stupefacente, Captive State, In viaggio con mio figlio
- Emanuela Rossi in Autumn in New York, The Hard Easy, La vera storia di Biancaneve, Bates Motel, Philip K. Dick’s Electric Dreams
- Eleonora De Angelis in Roar, The Opportunists
- Barbara De Bortoli in Dummy, Complicità e sospetti
- Chiara Colizzi in Joshua, Orphan
- Francesca Guadagno in Tra le nuvole, Safe House - Nessuno è al sicuro
- Daniela Abbruzzese in Henry's Crime, Innamorarsi a Middleton
- Claudia Catani in Source Code, Higher Ground
- Laura Lenghi in Law & Order - I due volti della giustizia
- Connie Bismuto in 15 minuti - Follia omicida a New York

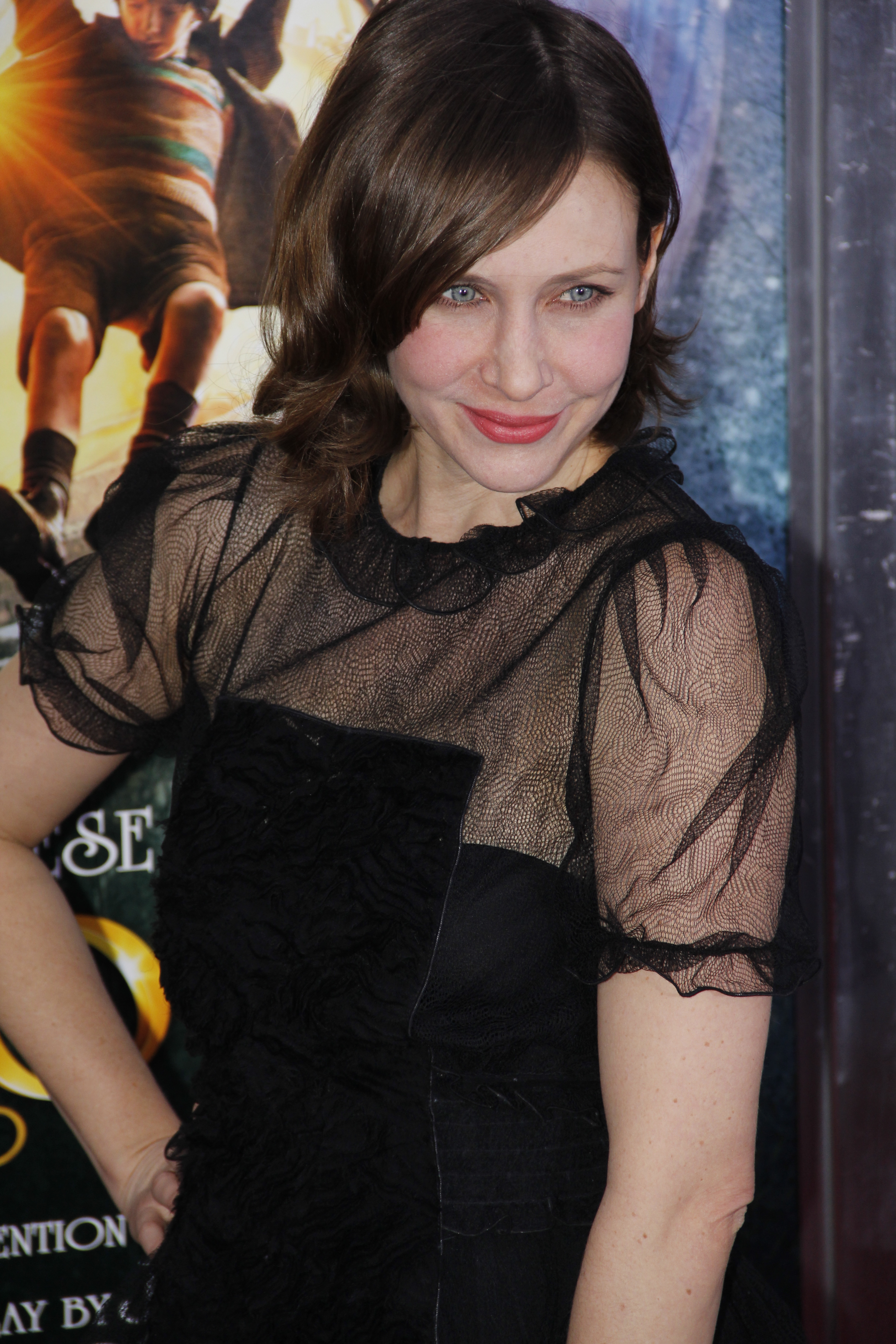
Vera Farmiga nel 2011

- Tiziana Avarista in Running
- Daniela Calò in Hawkeye